# 趙粹中
趙粹中（?—?），字叔達，密州人。
父趙濬。於紹興二十四年（1154年）進士，任太常寺主簿，歷官起居郎、吏部侍郎、知池州、湖州。淳熙六年（1179年）罷官，入真率會。